# Pieter Thys
Pieter Thys (anche Thijs o Tyssens) (Anversa, 1624 – 1677) è stato un pittore fiammingo.

## Biografia

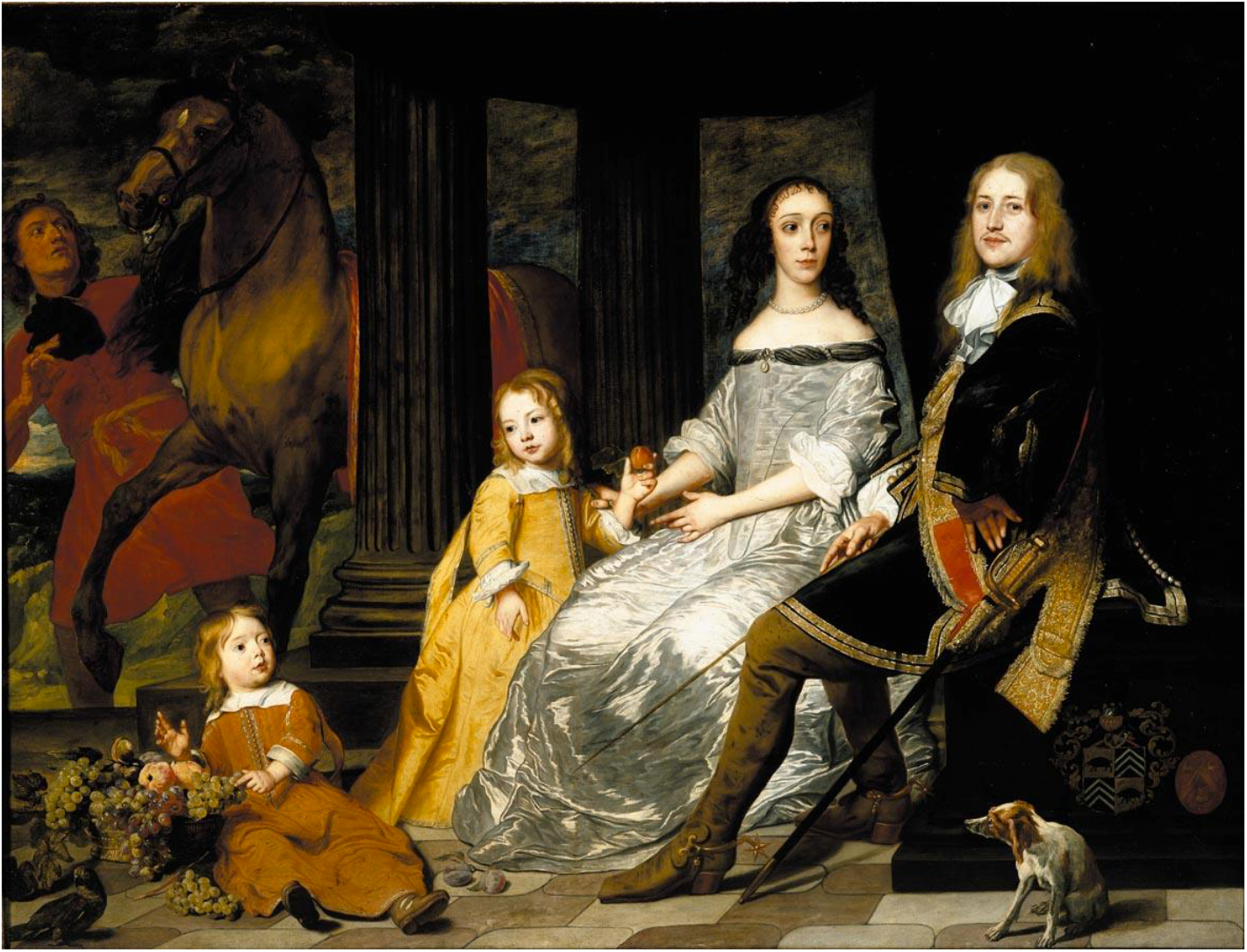
Ritratto di Philips van de Werve e della moglie, seduti con i loro bambini, Collezione privata

Allievo di Artus Deurweerders nel 1636, libero maestro ad Anversa nel 1644-1645 e decano della gilda nel 1660, lavorò anche a Bruxelles, poi in Olanda come pittore del governatore Leopoldo Guglielmo d'Austria.

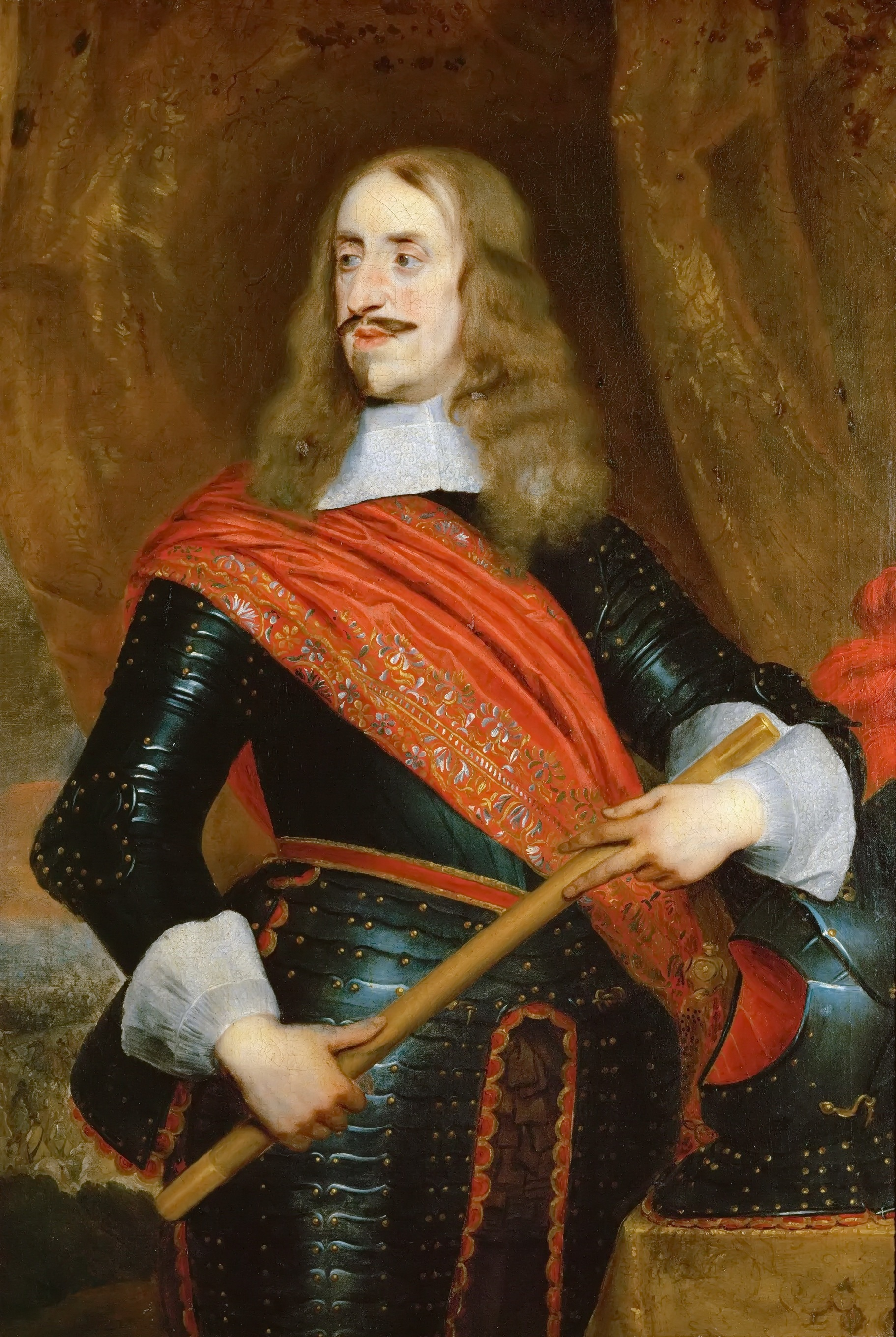
Ritratto dell'Arciduca Leopoldo Guglielmo, Kunsthistorisches Museum, Vienna

Si ispirò direttamente a Rubens e a Anton van Dyck nei numerosi dipinti religiosi, conservati in Belgio nelle chiese di San Giacomo ad Anversa, San Pietro a Lovanio, della Vergine a Dendermonde, nella parrocchiale di Arc-et-Serans (Madonna con il Bambino e devoti). Altri dipinti di carattere religioso sono conservati nei musei:
- Apparizione della Vergine a San Guglielmo, Anversa
- San Benedetto martire, Bruxelles
- San Sebastiano consolato dagli angeli, Gand
- Conversione di Sant'Uberto, Gand

Celebre ritrattista, imitò l'elegante formula di van Dyck nei suoi ritratti dell'Arciduca Leopoldo Guglielmo, ora a Vienna al Kunsthistorisches Museum, di F. Diericx, abate del Santo Salvatore, ora nei Musei reali dell'arte e della storia di Bruxelles e più ancora nel Ritratto di David Téniers il Giovane della Alte Pinakothek di Monaco di Baviera.
Thys eseguì i cartoni per arazzi su progetti di J. van Hoecke, attualmente a Vienna, tra cui si ricorda Il Giorno e la Notte.